# 478 (số)
478 (bốn trăm bảy mươi tám) là một số tự nhiên ngay sau 477 và ngay trước 479.